# Синагога (Гвіздець)
Синагога у Гвіздці — втрачена пам'ятка дерев'яної архітектури XVII ст. в смт Гвіздець Коломийського району Івано-Франківської області, відома зокрема настінними розписами. Знищена німецькими окупантами 1941 року.
Пам'ять про цей майже забутий зразок єврейської культури була відновлена 2014 року завдяки реконструкції дерев'яного склепіння у варшавському Музеї історії польських євреїв.

## Історія будівлі
Збудована близько 1640 року. Синагога була прямокутна у плані зі зрізаними наріжниками, мала висоту близько 15 метрів. Стіни виконані в «соховій» конструкції. Чотирисхилий дах був критий гонтом. Під дахом розташовувалось восьмигранне склепіння розмірами близько 11,3×11,3 м з багатим малярським декоруванням. 1729 року склепіння було перебудоване. Добудували також присінок, бабинець і цегляне приміщення при північно-західному наріжнику, призначене на хедер, а також для молитов у зимовий період. До 1910 року в синагозі проведено відновлювальні роботи, однак незабаром, під час Першої світової війни її було ушкоджено внаслідок погрому російськими військами. У часи Другої Речі Посполитої проведено ремонт, однак під час німецької окупації синагога була повністю знищена під час пожежі, спричиненої підпалом.
Малярський вистрій, виконаний 1652 року, є твором Ізреаеля Лісніцького з Яричева, сина Мордехая. Розписи були відновлені 1729 року Ісааком, сином Єгуди га Коена з Яричева.

## Реконструкція гвіздецької синагоги

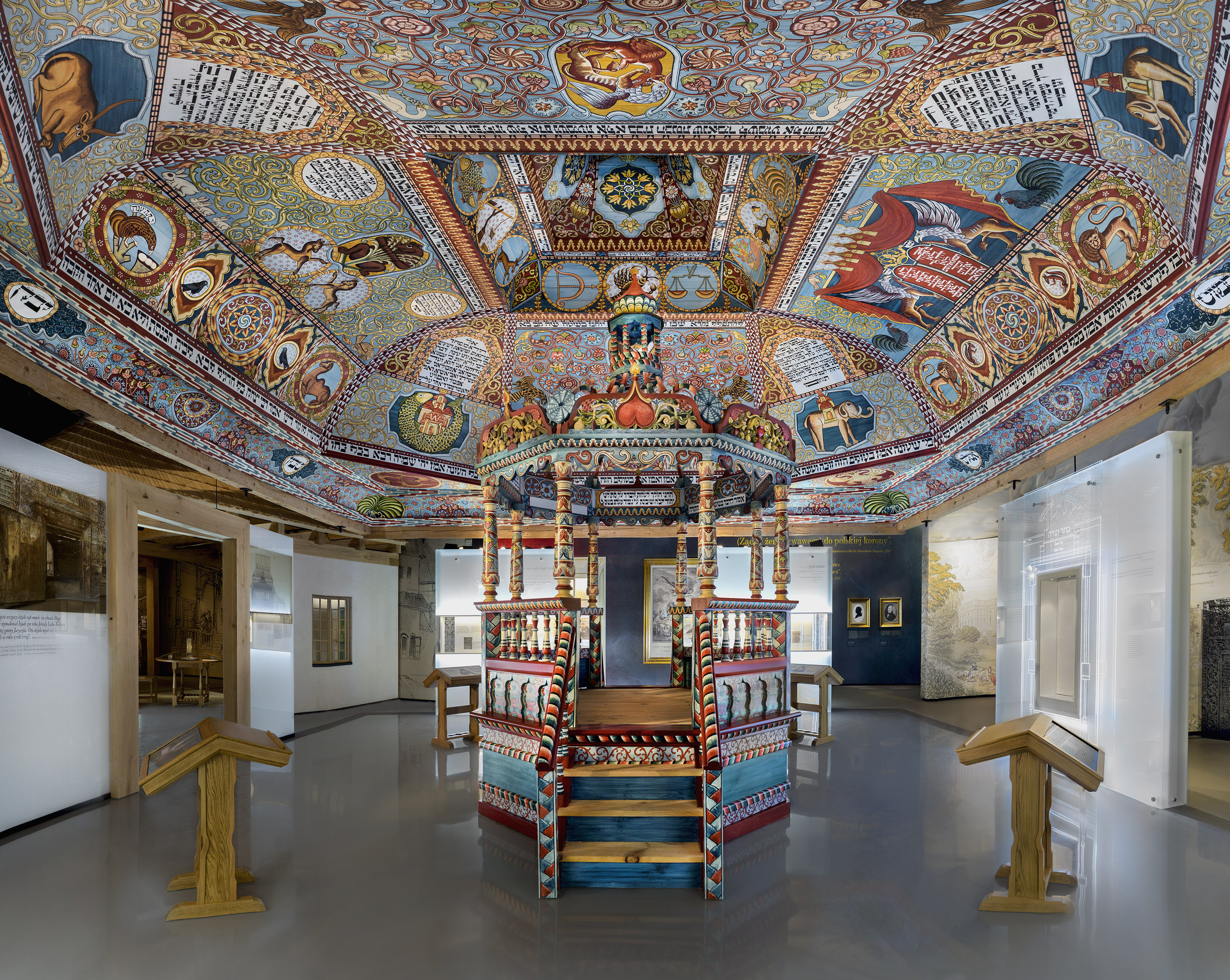
Реконструйоване склепіння і біма в Музеї історії польських євреїв

Виконана в період 2010—2014 років реконструкція склепіння в Музеї історії польських євреїв стала можливою завдяки збереженому рукопису праці живописця Кароля Зиндрама Машковського (1868—1938), який перебував у Гвіздці восени 1891 року, де займався вивченням малярського вистрою синагоги. У 1898—1899 роках Машковський доповнив свою працю рисунками, виконаними на завдання Польської академії знань. Реконструкція була реалізована завдяки старанням Єврейського історичного інституту у Варшаві у співпраці з Handshouse Studio (Массачусетс, США).
Роботи з реконструкції проведено із застосуванням традиційних знарядь і матеріалів і були значною мірою профінансовані Іреною Платке. Теслярську частину зроблено переважно на теренах Музею народного будівництва у Сяноці. Малярські роботи виконувались в різних частинах Польщі і Сполучених Штатів за участі студентів мистецьких навчальних закладів.
Окрім склепіння було відтворено багато оздоблену біму, вміщену до середини приміщення.